# Río Celai
El río Celai (en euskera, Zelai), también llamado Berastegi y Elduarain, es un río del norte de la península ibérica, afluente del río Oria, que discurre por la provincia de Guipúzcoa, España.

## Curso
El Celai nace en el término municipal de Berástegui, cerca del límite con Navarra, a unos 600 m s. n. m. Discurre en dirección norte y oeste, a través de los términos de Elduayen, Berrobi, Belaunza e Ibarra y tras recorrer unos 13,6 km desemboca en el río Oria en la ciudad de Tolosa.